# Koncsol László
Koncsol László (Deregnyő, 1936. június 1. – Komárom, 2023. február 17. ) József Attila-díjas (2008) szlovákiai magyar irodalomkritikus, esszéíró, hely- és művelődéstörténész, költő, műfordító, szerkesztő, pedagógus.

## Élete
Szülei Koncsol János és Szeles Jolán.
Középiskolai tanulmányait Sárospatakon és Komáromban végezte el. 1954–1959 között a pozsonyi Comenius Egyetem magyar-szlovák szakos hallgatója volt.
1954 óta publikált. 1959–1963 között általános- és középiskolai oktató volt. 1963–1966 között a Szlovákiai Szépirodalmi Könyvkiadó szerkesztőjeként dolgozott. 1966–1974 között az Irodalmi Szemle szerkesztője volt. 1975–1977, illetve 1980–1985 között szabadúszó volt. 1978–1979 között Pozsonyban nyomdai korrektor volt. 1985 óta Diósförgepatony helytörténésze. 1997 óta a Pro Patria Honismereti Szövetség elnöke. 2001–2003 között a Szlovákiai Magyar Írók Társaságának elnöke volt. 2002–2006 között a Szlovákiai Református Egyházkerület főgondnoka volt. A Csallóközi Kiskönyvtár című sorozat alapító szerkesztője volt.

## Magánélete

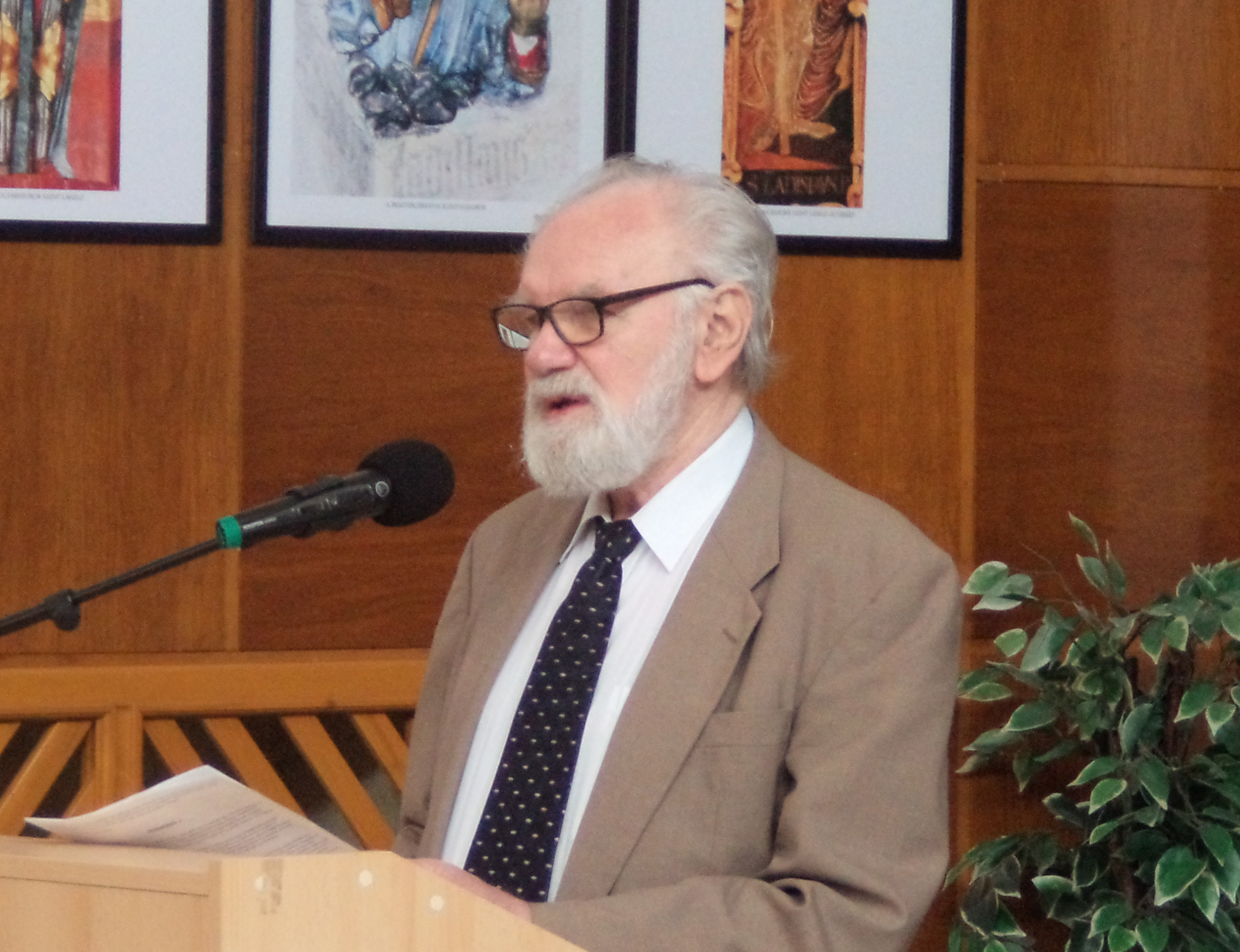
2017-ben Udvardon

1959-ben házasságot kötött Nagy Katalinnal. Két gyermekük született: László (1960) és Katalin (1963).

## Művei
- Szélkiáltó. Szlovákiai magyar költők antológiája (szerkesztette, 1966)
- Kísérletek és elemzések (tanulmány, 1978)
- Ívek és pályák (tanulmány, 1981)
- Színmuzsika, fényvarázs (gyermekversek, 1981)
- Vizesnapló (gyermekversek, 1984)
- A Barátság Kórus 1971–1985 (monográfia, 1986)
- Nemzedékem útjain (esszék, tanulmányok, Duba Gyulával, 1988)
- Ütemező. Kis könyv arról, hogy milyen lábakon jár, szalad, forog vagy ugrabugrál a vers (verstan gyerekeknek, 1990)
- Félegyházyné Gregosits Irén: Öt levél, vallomások (szerkesztette, 1990)
- Diósförgepatony I-II. (történelmi olvasókönyv, válogatta, fordította, 1990-1993)
- Törmelék (kisesszé gyűjtemény, 1992)[4]
- Kacsa, Kacsa, boszorkány vagy! Régi csallóközi bűnügyek (1992)
- Válogatott kritikai dolgozatok (irodalomkritikák, 1996)
- Patonyföld I. A hűbériség történelmi forrásaiból (1996)
- Kemény a föld a patonyi határba. Dióspatony népzenei hagyománya (Ág Tiborral és Barsi Ernővel, 1997)
- Csontok (versek, 2000)
- A Csallóköz városai és falvai I-III. (2001-2003)
- Csirbik (2001)
- Vallató (interjúk, cikkek, 1968-2001, 2002)
- Tegnap a holnap után. Esszék, tanulmányok, megemlékezések; Madách-Posonium, Pozsony, 2006
- Csallóköz merülések I-II. (2007-2008)
- Cseppben az öböl. Cikkek, előadások, emlékezések, interjúk; Madách-Posonium, Pozsony, 2009
- Bagatellek; Vámbéry Polgári Társulás, Dunaszerdahely, 2015
- Batyuzgató. Kisebbek és nagyobbak kedvére; ART Danubius, Nagymácséd, 2017
- Ütemező; Vámbéry Polgári Társulás, Dunaszerdahely, 2020

## Műfordításai
- R. Kaliský: Vádlott, álljon fel! (bűnügyi riportok, 1964)
- Rudolf Jašík: A kristályvizű folyó partján (regény, 1966)
- Vitezslav Nezval: Tárgyak, virágok, állatok, emberek – gyerekszemmel (prózaversek, 1966)
- A tenger mélyébe. Fiatal szlovák prózaírók antológiája (antológia, 1966)
- Vaclav Šolc-Petr Hořejš: Amerika őslakói (művelődési történet, 1970)
- J. Havlíček: Petróleumlámpák (regény, 1977)
- V. Cubula: Prágai regék (művelődési történet, 1979)
- Ján Johanides: A betétkönyv balladája (regény, 1981)
- Milan Rúfus: A költő hangja (esszék, 1981)
- Ján Johanides: Letagadott varjak (riportregény, 1982)
- Dominik Tatarka: A bólogatás démona (regény és 2 pamflet, 1970)
- Valentín Beniak: Válogatott versek. Az igric énekei 1-3. 5-8. (válogatott versek, 1978)
- Mélyföld. A jugoszláviai szlovák költészet antológiája (antológia, 1982)
- Összegező. Paľo Bohuš válogatott versei (válogatott versek, 1985)
- M. Babinka: Madárcseresznye (gyermekversek, 1987)

## Portréfilm
- Patak vár – a sárospataki diák "határsértései", 1992 – Sipos András és Závada Pál filmje

## Díjai
- Madách Imre-díj (1979, 1991)
- Fábry Zoltán-díj (1993)
- Bethlen Gábor-díj (1994)[5]
- Jedlik Ányos-díj (Szímő) (2001)

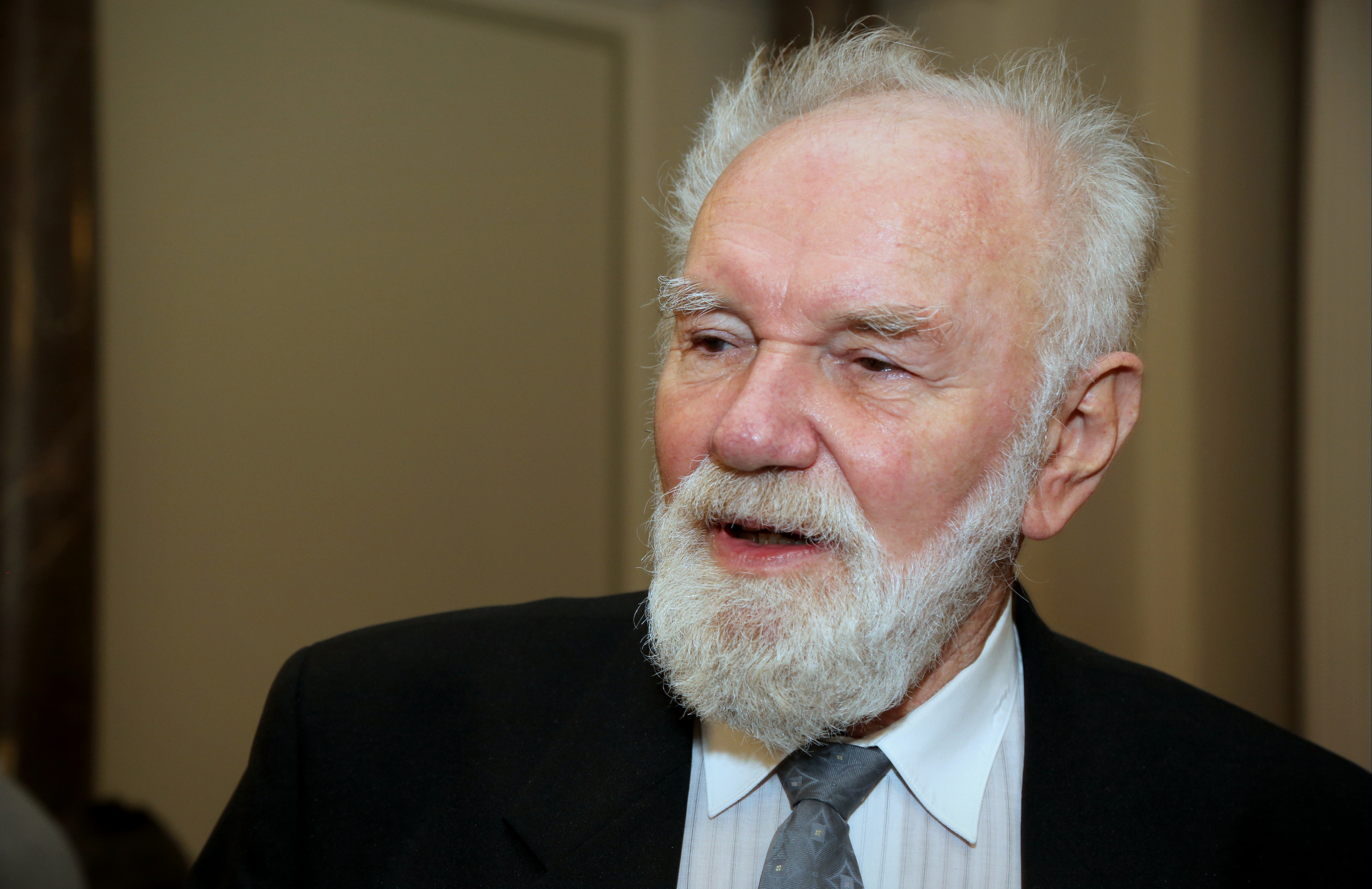
Koncsol László, 2015

- A Szlovák Köztársaság Ezüstplakettje (2002)
- Péterfi Vilmos-életműdíj (2002)
- Posonium-fődíj (2003)
- Pro Probitate (2005)
- Posonium-életműdíj (2006)
- Petőfi-díj (2008)
- Tőkés László-díj (2009)
- Turczel Lajos-díj (2010)
- Magyar Örökség díj (2015)
- Patria-díj (2021)[6]